# 4. батаљон војне полиције
4. батаљон војне полиције је био једна од јединица Сарајевско-романијско корпуса Војске Републике Српске. Батаљон је основан 25. маја 1992, са седиштем у Лукавици.

## Историјат
Четврти батаљон Војне полиције СРК формиран је, као и остале приштапске јединице одмах након издавања наредбе о формирању СРК. Јединица је настала од мањег броја припадника 288. батаљона Војне полиције ЈНА  (бивша 7. Армијска област) која је била смештена у сарајевској касарни Виктор Бубањ., који су након одласка јединица ЈНА са простора БиХ остали овдје и већег дијела мобилисаног људства са простора Сарајевско-романијске регије. Размјештен је у касарни "Слободан Принцип Сељо", одакле је одмах након формирања дислоциран на Тврдимиће, гдје је 25. маја 1992. године извршено прво постројавање овог батаљона. Током јуна мјесеца батаљон је поново враћен у касарну ,,Слободан Принцип Сељо" у Лукавицу.
Формација новоформираног 4. батаљона Војне полиције СРК у некој мјери се разликовала од формације 288. батаљона Војне полиције која је послужила као основа и састојала се од:
- Команде батаљона и одјељења везе (ов), размјештених у Лукавици,
- 1. чете Војне полиције, размјештенеу Лукавици,
- 2. чете Војне полиције, размјештене у Палама,
- З. чете Војне полиције - саобраћајна чета, размјештене у Лукавици,
- Одјељења за Службе Војне полиције, размјештеног у Лукавици и
- Крим-технике, такође, размјештене у Лукавици.[1]

Кроз јединицу је прошло око 400 бораца.

## Ратни пут
Током рата у Босни, уз уобичајне војно-полицијске задатке, јединица је била ангажована и у зони ратних дејстава широм сарајевског ратишта са основним циљем очувања територије и становништва од агресије. Батаљон је ратовао и на Трескавици, Игману, Бјелашници, Мојмилу и Нишићкој висоравни. У рејону Грепка јединица је била ангажована у против-терористичким дејствима, где су на једном од задатака погинули командант батаљона Недељко Лиздек и војник Сретен Кнежевић.
Крај рата су дочекали на игманском ратишту, село Бјеловац, одакле су се повукли у јануару 1996 године.

## Послератни пут
По завршетку рата батаљон је измештен на Пале. Батаљон је помогао евакуацију становништва Српског Сарајева које је због Дејтонског мировног споразума одлучило да напусти насеља која су по споразуму припала Федерацији БиХ. Батаљон је као чета војне полиције 1997. ушао у састав 505. моторизоване бригаде, која је била смештена у касарни Милош Обилић на Палама. Једница је у више наврата проглашавана за најбољу чету у саставу бригаде. Због бројних реформи и кадровских смањења, јединица је угашена 2003.

## Губици
Јединица је изгубила 21. борца.